# Stony Creek Mills
Stony Creek Mills est une census-designated place située dans le comté de Berks, dans le Commonwealth de Pennsylvanie, aux États-Unis. Sa population, qui s’élevait à 1 045 habitants lors du recensement de 2010, est estimée à 1 046 habitants au 1er juillet 2020.

## Personnalité liée à la ville
Le joueur de baseball Carl Furillo est né à Stony Creek Mills le 8 mars 1922.